# Zoborožec malabarský
Zoborožec malabarský (Anthracoceros coronatus) je druh zoborožce z Indie a Šrí Lanky. Svrchní strana těla je černá, spodina od hrudi níže převážně bílá. Vizuálně dominantní je statný žlutý zobák s velkou žlutou přilbicí s černou skvrnou.

## Systematika
Zoborožce malabrského formálně popsal v roce 1783 nizozemský přírodovědec Pieter Boddaert jako Anthracoceros coronatus. Druhové jméno coronatus pochází z latiny, ve které znamená „korunkový“ (corona = „koruna“). Druh se řadí do rodu Anthracoceros. Jedná se o monotypický taxon.

## Výskyt
Areál výskytu druhu zahrnuje střední a jižní Indii a Šrí Lanku. Stanoviště zoborožce malabarského zahrnuje otevřené vlhké širokolisté opadavé a stálezelené lesy. Vyhledává hlavně kopcovitou krajinu a lesy lužního typu. Může se vyskytovat i na vzrostlých, samostatně stojících stromech na plantážích.

## Popis

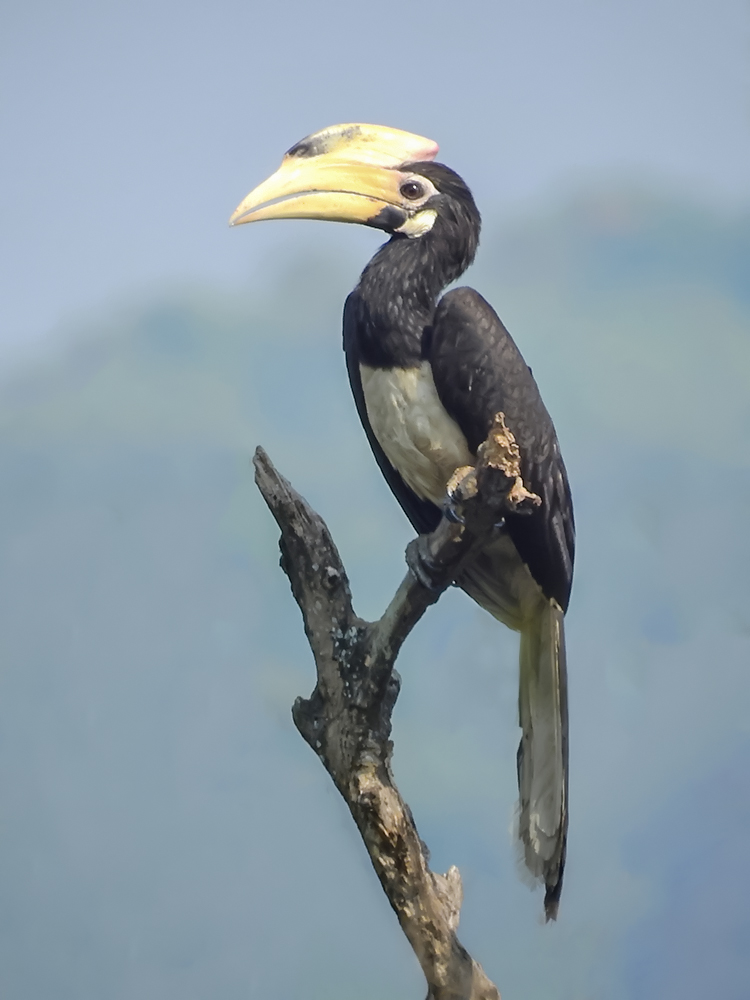
Zoborožec malabarský (samice)

Délka těla se pohybuje kolem 65 cm. Hlava, krk a svrchní část těla jsou převážně černé; hruď, boky, břicho a spodní krovky ocasní jsou bílé. Ruční letky s výjimkou vnějších dvou a loketní letky s výjimkou bazálních tří letek jsou bílé s černou bází. Ocas je bílý, i když střední pár ocasních letek je černý a asi o 25–40 mm delší než zbylá ocasní pera. Dominantou celého těla je velký dlouhý žlutý zobák, který u samců má černou skvrnu při kořeni. Na zobáku je posazena mohutná žlutá přilbice s černým flekem uprostřed a při bází. Přilbice je většinu délky spojena se zobákem, avšak na konci i začátku mírně přečnívá; táhne se prakticky po celé délce zobáku. Kolem očí a na hrdelních vacích je neopeřená kůže, která je kolem očí u samce modročerná, zatímco na hrdelních vacích tělová. Duhovky samce jsou červené, nohy šedé. Samice je o něco menší než samec, její přilbici chybí černě zbarvená báze a černá skvrna uprostřed přilbice je menší; samičina neopeřená kůže kolem očí je bělavá s nádechem růžové, oči hnědé.

## Biologie

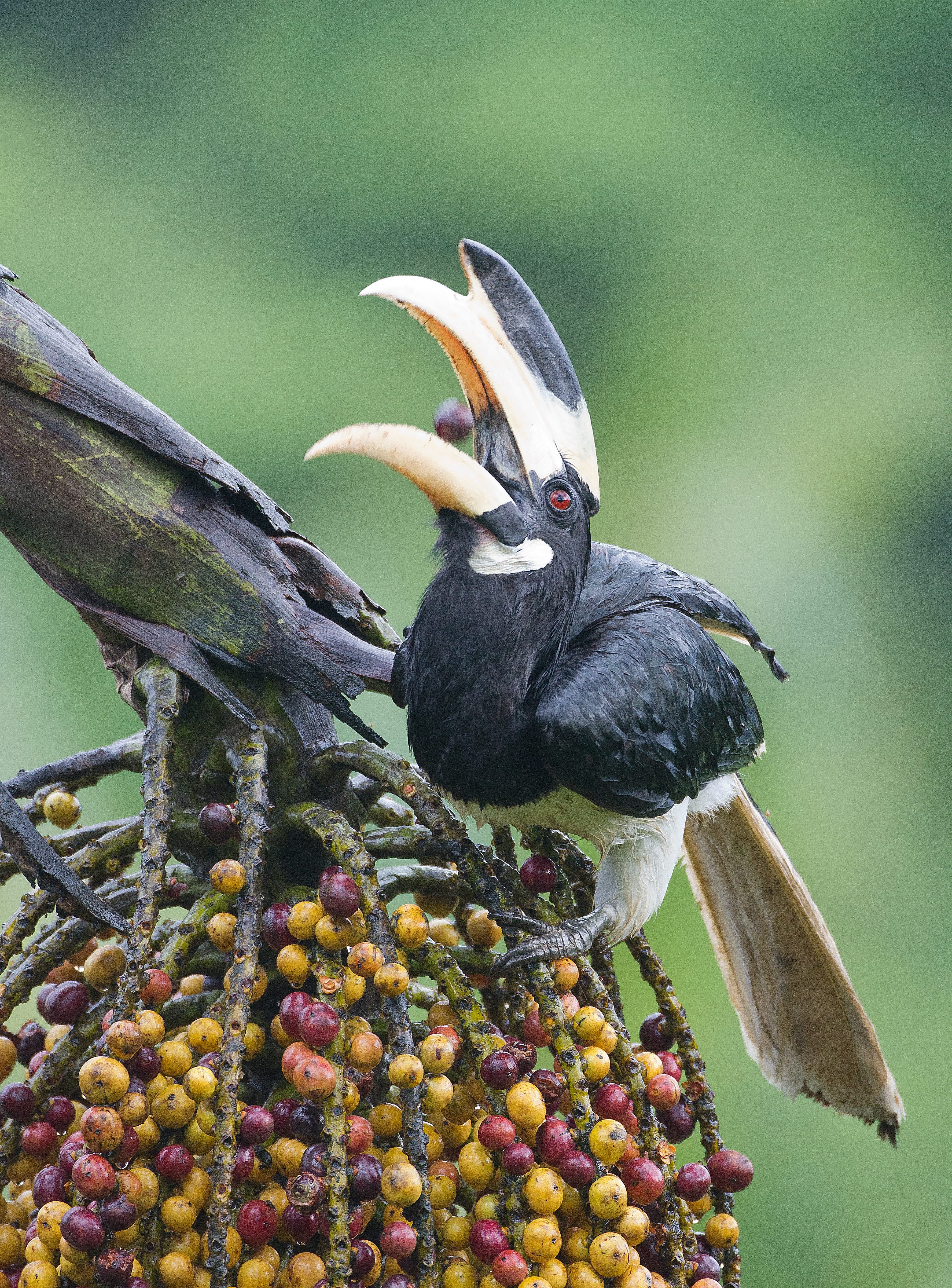
Zoborožec malabarský při krmení

Jedná se o stálý druh, avšak v honbě za potravou může překonávat poměrně značné vzdálenosti napříč lesem. U bohatých potravních zdrojů nebo na hřadovištích může utvářet menší i větší hejna o desítkách jedinců. Živí se převážně ovocem. Jeden z klíčových druhů ovoce jsou fíky, které v době hnízdění představovaly až 76 % jídla doneseného na hnízdo. V době mimo hnízdění (květen až únor) fíky utvářely kolem 60 % jídelníčku. Dokáže pojídat i ovoce toxické kulčiby dávivé, kterým dokonce krmí i ptáčata na hnízdě. Ovocný jídelníček doplňuje o listy, drobné živočichy, jako jsou hmyz a plazi, které oportunisticky loví. Hlasově se projevuje hlasitým kak-kak-kak-kak-kaak-kak, které střídavě stoupá a klesá na hlasitosti, až se může zdát, že je přítomno celé hejno, i když je přítomen jen jeden zoborožec.

### Hnízdění

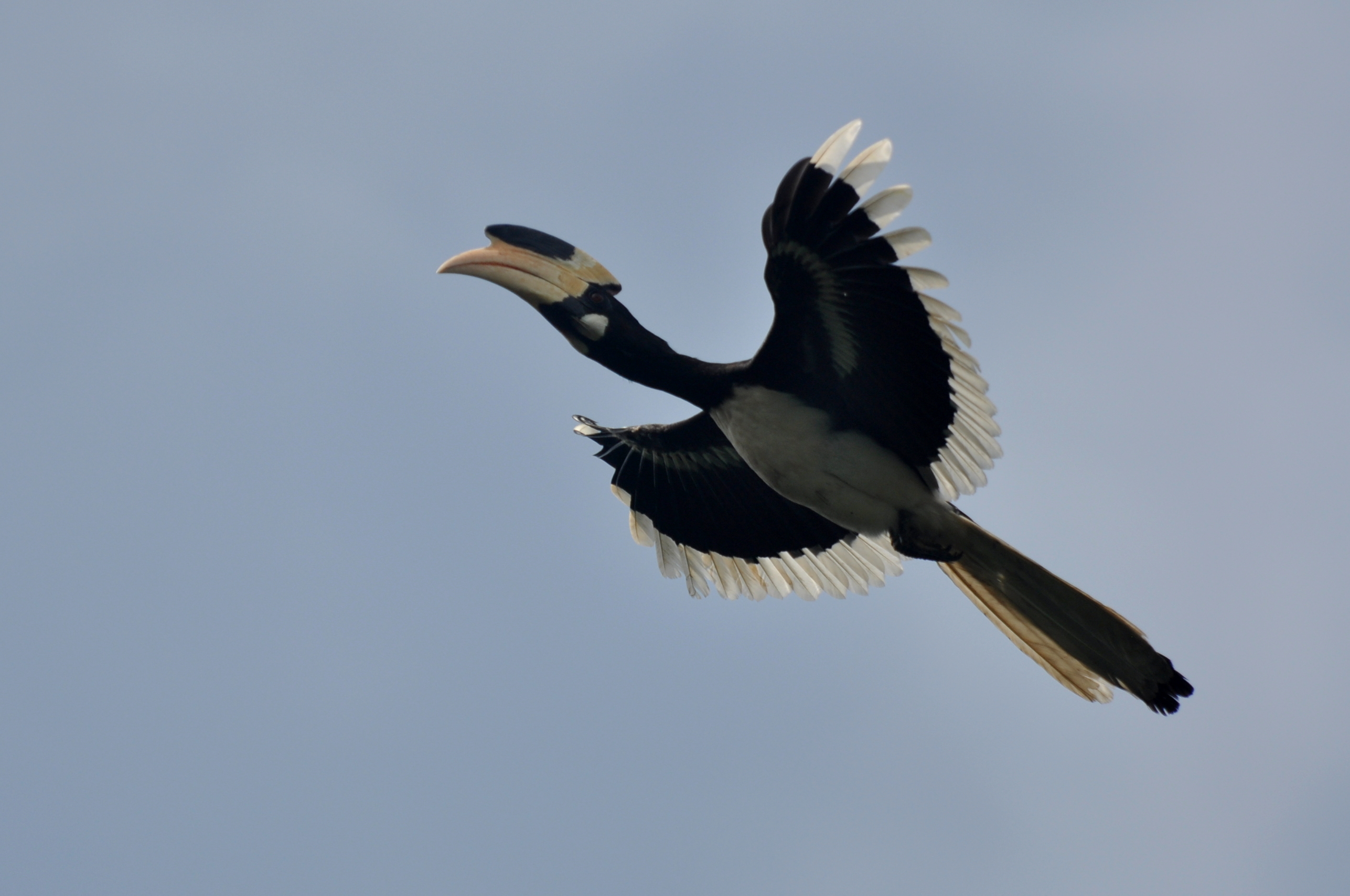
Zoborožec malabarský v letu

Počátek hnízdění nastává mezi březnem a dubnem. Hnízdí v přirozených dutinách stromů. Samice se po kopulaci se samcem zazdí na hnízdě pomocí vystavění zídky ze zbytků potravy a trusu napříč otvorem do dutiny, ponechán je jen malý otvor na příjem potravy. Snůšku utváří 2–4 vejce, která samice inkubuje po dobu kolem 30 dní. Jak během inkubace, tak během růstu mláďat vykrmuje všechny členy hnízdní dutiny samec pomocí regurgitace potravy. Samice hnízdo opouští, mezi 10. a 35. dnem po vyklubání ptáčat a začne samcovi pomáhat s obstaráváním potravy pro své potomky až do jejich výletu z hnízda, ke kterému dochází kolem 49. dne po vyklubání.

## Ohrožení a početnost
Mezinárodní svaz ochrany přírody (IUCN) považuje zoborožce malabarského za téměř ohrožený druh. Populace sice nebyla kvantifikována, avšak předpokládá se její úbytek následkem ztráty přirozeného prostředí. Pralesní podrosty jsou vytěžovány jak v Indii, tak na Šrí Lance za účelem získání levného paliva, přeměny pralesa na zemědělskou půdu, těžby a výstavby. V indické Uríse je druh snad i loven pro účely tradiční medicíny.